# جوني إيزاكسون
جون هاردي إيزاكسون (بالإنجليزية: John Hardy Isakson)‏ هو سياسي أمريكي من الحزب الجمهوري ولد في يوم 28 ديسمبر 1944 في أتلانتا في ولاية جورجيا. شغل منصب العضو في مجلس الشيوخ الأمريكي من سنة 2005 وحتى سنة 2019 كممثل عن ولاية جورجيا.